# Сан Лацаро дељи Армени (Венеција)
Сан Лацаро дељи Армени је насеље у Италији у округу Венеција, региону Венето.
Према процени из 2011. у насељу је живело 22 становника. Насеље се налази на надморској висини од -9999 м.